# Ferenc Puskás
Ferenc Puskás (født 1. april 1927, død 17. november 2006) var en ungarsk fodboldspiller og træner og anses som en af de største fodboldspillere gennem tiden. I sin rolle som angriber scorede han 84 mål i 85 landskampe for Ungarn og 514 mål i 529 kampe i de ungarske og spanske ligaer.

## Klubkarriere
Puskás, der fik tilnavnet "Den galopperende major", startede som 16-årig i Budapest-klubben Kispest. Efter 2. verdenskrig, hvor Ungarn blev en del af det kommunistiske Østeuropa, blev Kispest til militærets hold og omdøbt til Honved. Med denne klub vandt han det ungarske mesterskab i 1949-1950, 1950, 1952 og 1954-1955.
I 1956 var han på tur med Honved i udlandet, da Sovjetunionens hær slog den ungarske opstand ned med hård hånd, og Puskás valgte ikke at vende tilbage til Ungarn. Han fik derpå en udelukkelse fra fodbold i to år af FIFA og bosatte sig i den periode i Spanien, hvor han efter ophævelsen af udelukkelsen begyndte at spille for Real Madrid. Her fik han hurtigt succes og var med til at blive spansk mester fem år i træk (1961-1965), vinde Copa del Rey i 1962 og  Europacuppen for mesterhold tre gange (1959, 1960 og 1966) samt Intercontinental Cup i 1960. Han blev desuden topscorer i La Liga fire gange i den periode.

## Landsholdskarriere
Puskás debuterede på det ungarske landshold som 18-årig i 1945 og scorede i sin første kamp (en 5-2-sejr over Østrig). Han blev snart en central spiller på holdet og udnævnt til anfører i 1950.
Han var også den store profil for landsholdet, der deltog ved OL 1952 i Helsinki. Her vandt holdet alle sine kampe, herunder semfinalen mod Sverige med 6-0, inden det i finalen mod Jugoslavien blev til en 2-1-sejr og dermed guldmedaljer. Puskás scorede fire mål i OL-turneringen.
1950'erne var det ungarske landsholds storhedstid, og det vandt en meriterende sejr over England i 1953 på Wembley med 6-3; her scorede Puskás to af målene. Ved VM 1954 var Ungarn regnet som en af de store favoritter og lagde da også stærkt ud med at vinde de to første kampe 9-0 og 8-3. De nåede helt til finalen, som de overraskende tabte 2-3 til Vesttyskland (det var tyskerne, Ungarn havde besejret 8-3 i indledende runde). Kampen blev efterfølget – særligt i Tyskland – kaldt "Miraklet i Bern".
Efter afhoppet til Spanien i 1956 var det slut med at spille på det ungarske landshold. Han nåede derpå at stille op for det spanske landshold, hvor han dog ikke fik den store succes. Han spillede fire kampe uden at score, og han var med i holdets tre kampe ved VM 1962, hvor Spanien ikke kom videre fra indledende runde.

## Trænerkarriere
Efter sin spillerkarriere fortsatte Puskás som træner i en lang række klubber over det meste af verden. Den længste periode i en klub var fem år i græske Panathinaikos i starten af 1970'erne; han førte holdet frem til mesterholdenes finale i Europa, lige som han stod bag to græske titler. I 1993 vendte han tilbage til Ungarn, hvis landshold han kortvarigt blev landstræner for.

## Hæder
Gennem sin karriere modtog Puskás en lang række hædersbevisninger. I 1995  blev han hædret som århundredets mest scorende spiller i topdivisioner med 511 mål. I 2002 blev det ungarske nationalstadion opkaldt efter Puskás, og en asteroide er opkaldt efter ham.
Han modtog i 1997 den olympiske orden i sølv, og ved hans død i 2006 fik han en statsbegravelse. Han var i sine sidste år ramt af Alzheimers sygdom, og han døde efter en langvarig lungebetændelse.